# Bonda (Santa Marta)
Bonda es un centro poblado ubicado en la Localidad I (Cultural Tayrona - San Pedro Alejandrino) del Distrito de Santa Marta (Colombia). Está ubicada a unos 55 minutos del centro de Santa Marta. Hace parte del área rural del distrito de Santa Marta y tiene una extensión de 34.533 hectáreas.